# علي أباد (مشكين شهر)
علي أباد هي قرية في مقاطعة مشكين شهر، إيران. عدد سكان هذه القرية هو 296 في سنة 2006.